# Olympische Sommerspiele 1924/Schwimmen – 1500 m Freistil (Männer)
Der Schwimmwettkampf über 1500 Meter Freistil der Männer bei den Olympischen Spielen 1924 in Paris wurde vom 13. bis 15. Juli ausgetragen.

## Rekorde
Vor Beginn der Olympischen Spiele waren folgende Rekorde gültig.
| Weltrekord         | 21:15,0 min | Arne Borg      | Sydney, Australien  | 30. Januar 1924 |
| Olympischer Rekord | 22:00,0 min | George Hodgson | Stockholm, Schweden | 10. Juli 1912   |

Folgende neue Rekorde wurden aufgestellt:
| Weltrekord         | 21:11,4 min | Arne Borg       | Vorlauf 4 |
| Weltrekord         | 20:06,6 min | Andrew Charlton | Finale    |
| Olympischer Rekord | 21:20,4 min | Andrew Charlton | Vorlauf 3 |

## Ergebnisse

### Vorläufe
13. Juli 1924
Die zwei ersten Athleten eines jeden Laufs sowie der zeitschnellste Drittplatzierte aller Läufe qualifizierten sich für das Halbfinale.

#### Lauf 1
| Rang | Athlet         | Nation             | Zeit        | Anm. |
| ---- | -------------- | ------------------ | ----------- | ---- |
| 1    | Harold Annison | Großbritannien     | 22:38,4 min | Q    |
| 2    | Adam Smith     | Vereinigte Staaten | 22:48,8 min | Q    |
| 3    | Moss Christie  | Australien         | 22:49,4 min |      |
| —    | Gustave Klein  | Frankreich         | DNF         |      |
| —    | Kazuo Onoda    | Japan              | DNF         |      |

#### Lauf 2
| Rang | Athlet        | Nation         | Zeit        | Anm. |
| ---- | ------------- | -------------- | ----------- | ---- |
| 1    | Åke Borg      | Schweden       | 22:55,2 min | Q    |
| 2    | John Taylor   | Großbritannien | 23:16,6 min | Q    |
| 3    | Kazuo Noda    | Japan          | 23:44,2 min |      |
| 4    | Jean Rebeyrol | Frankreich     | 24:46,4 min |      |

#### Lauf 3
| Rang | Athlet                 | Nation             | Zeit        | Anm.  |
| ---- | ---------------------- | ------------------ | ----------- | ----- |
| 1    | Andrew Charlton        | Australien         | 21:20,4 min | Q, OR |
| 2    | John Hatfield          | Großbritannien     | 22:26,8 min | Q     |
| 3    | Richard Howell         | Vereinigte Staaten | 22:48,2 min | q     |
| 4    | Dionysios Vasilopoulos | Griechenland       | 26:17,4 min |       |
| —    | Ante Roje              | Jugoslawien        | DNF         |       |

#### Lauf 4
| Rang | Athlet            | Nation   | Zeit        | Anm.  |
| ---- | ----------------- | -------- | ----------- | ----- |
| 1    | Arne Borg         | Schweden | 21:11,4 min | Q, WR |
| 2    | Katsuo Takaishi   | Japan    | 22:43,2 min | Q     |
| 3    | Renato Bacigalupo | Italien  | 25:04,4 min |       |

#### Lauf 5
| Rang | Athlet            | Nation           | Zeit        | Anm. |
| ---- | ----------------- | ---------------- | ----------- | ---- |
| 1    | Frank Beaurepaire | Australien       | 22:17,6 min | Q    |
| 2    | George Vernot     | Kanada           | 23:11,4 min | Q    |
| 3    | Salvator Pélégry  | Frankreich       | 24:07,6 min |      |
| 4    | Václav Antoš      | Tschechoslowakei | 24:44,0 min |      |
| 5    | Pedro Méndez      | Spanien          | 26:23,5 min |      |

### Halbfinale
14. Juli 1924
Die ersten zwei Athleten eines jeden Laufs und der schnellste Dritte qualifizierten sich für das Finale.

#### Halbfinale 1
| Rang | Athlet          | Nation             | Zeit        | Anm. |
| ---- | --------------- | ------------------ | ----------- | ---- |
| 1    | Andrew Charlton | Australien         | 21:28,4 min | Q    |
| 2    | Arne Borg       | Schweden           | 21:50,8 min | Q    |
| 3    | John Hatfield   | Großbritannien     | 21:53,4 min | q    |
| 4    | Adam Smith      | Vereinigte Staaten | 22:39,8 min |      |
| 5    | George Vernot   | Kanada             | 23:02,4 min |      |
| 6    | John Taylor     | Großbritannien     | 23:13,8 min |      |

#### Halbfinale 2
| Rang | Athlet            | Nation             | Zeit        | Anm. |
| ---- | ----------------- | ------------------ | ----------- | ---- |
| 1    | Frank Beaurepaire | Australien         | 21:41,6 min | Q    |
| 2    | Katsuo Takaishi   | Japan              | 21:48,6 min | Q    |
| 3    | Åke Borg          | Schweden           | 21:59,4 min |      |
| 4    | Harold Annison    | Großbritannien     | 23:11,8 min |      |
|      | Richard Howell    | Vereinigte Staaten | DNS         |      |

### Finale
15. Juli 1924
| Rang | Athlet            | Nation         | Zeit        | Anm. |
| ---- | ----------------- | -------------- | ----------- | ---- |
| 1    | Andrew Charlton   | Australien     | 20:06,6 min | WR   |
| 2    | Arne Borg         | Schweden       | 20:41,4 min |      |
| 3    | Frank Beaurepaire | Australien     | 21:48,4 min |      |
| 4    | John Hatfield     | Großbritannien | 21:55,6 min |      |
| 5    | Katsuo Takaishi   | Japan          | 22:10,4 min |      |